# Yashi Tabassomi
Yashi Tabassomi (geboren 1971 in Berlin), oft kurz Yashi, ist eine deutsche Bühnen- und Kostümbildnerin für Theater und Oper. Sie wurde vor allem durch ihre Zusammenarbeit mit Robert Wilson und Adriana Altaras bekannt.

## Leben und Werk
Yashis Vater ist Deutscher, ihre Mutter Peruanerin japanischer Abstammung. Sie studierte an der Berliner Universität der Künste (UdK) in den Klassen von Martin Rupprecht und Vivienne Westwood. Bereits während ihres Studiums war sie in ihrem Fach tätig, beispielsweise mit der Gestaltung von Kostümen und Maske für die Uraufführung Die Schachtel von Franco Evangelisti, inszeniert von Maria Elena Amos. Ihre Abschlussarbeit an der UdK waren Bühnen- und Kostümbild für Debussys Pelléas et Mélisande, inszeniert von Jörn Weisbrodt.
Seit einem Studienaufenthalt 1999 am Watermill Center in Long Island, New York, gehört sie zum Team des amerikanischen Regisseurs Robert Wilsons, dem Gründer des Centers. Sie arbeitet seit 2000 freischaffend als Bühnen- und Kostümbildnerin.
Sie wirkte bei den Robert-Wilson-Produktionen in New York (White Raven), Kopenhagen (Woyzeck), Paris (Die Frau ohne Schatten) und Berlin (Leonce und Lena) mit. 2007 war sie die Kostümbildnerin für das Projekt Rumi – In the blink of the eye von Kudsi Ergüner und Robert Wilson am Athener Pallas Theater, 2009 für Wilsons Interpretation von Becketts Krapp’s Last Tape beim Festival dei Due Mondi in Spoleto. Es folgten die Kostümgestaltungen für zwei Operninszenierungen Wilsons: 2011 Katja Kabanowa am Nationaltheater Prag, 2015 La traviata am Musiktheater Linz.
2002 schuf sie die Kostüme für die Hans-Neuenfels-Inszenierung von Strindbergs Totentanz am Deutschen Theater in Berlin.
Eine langjährige Zusammenarbeit verbindet sie mit der Regisseurin Adriana Altaras, überwiegend für Operetten, Musicals und komische Opern, wie Die Fledermaus (am Hans Otto Theater in Potsdam), Die lustige Witwe (im Theater Aachen), Prinz Methusalem (an der Staatsoperette Dresden), Fiddler on the roof (am Stadttheater Osnabrück),
La Cenerentola und Die Fledermaus (am Landestheater Linz) und Il barbiere di Siviglia (am Staatstheater Kassel).
Die Zusammenarbeit mit der französischen Autorin und Regisseurin Marie-Eve Signeyrole führte sie an die Opernhäuser von Montpellier, Strasbourg, Rouen, Nancy, Limoges, Riga und Hannover. Zu den gemeinsam erarbeiteten Werken zählten Eugen Onegin, Owen Wingrave, Il tabarro/Royal Palace, Gianni Schicchi/La notte di un nevrastenico, Carmen, Nabucco, La damnation de Faust und Don Giovanni an der Opera du Rhin (Strasbourg). Mit dem französischen Regisseur Jean-Yves Courrègelongue und dem Bühnenbildner Matthieu Lorry-Dupuy realisierte sie im Dezember 2014 eine Neuproduktion von Mozarts Idomeneo an der Opéra National de Montpellier.
In 2015 entwarf sie die Kostüme der Eröffnungszeremonie der 1. Europaspiele, die in Baku stattfanden.
Yashi lebt im Berliner Bezirk Prenzlauer Berg.

## Auszeichnung
2009 wurde Yashi mit dem Hein-Heckroth-Bühnenbildpreis (Förderpreis) ausgezeichnet. Die Laudatio hielt Robert Wilson in Form eines lautmalerischen Gedichts.
2016 wurde Yashi für einen Daytime Emmy Award für die Kostüme der Eröffnungszeremonie der 1. Europaspiele in Baku nominiert. 2017 wurde sie für den Kostümentwurf von La Traviata unter der Regie von Robert Wilson für die Goldene Maske nominiert.